# Ray Crawford
Ray Crawford, ameriški dirkač Formule 1, * 26. oktober 1915, Roswell, Nova Mehika, ZDA, † 1. februar 1996, Los Angeles, Kalifornija, ZDA.

## Življenjepis
Crawford je pokojni ameriški dirkač, ki je med letoma 1955 in 1959 sodeloval na ameriški dirki Indianapolis 500, ki je med letoma 1950 in 1960 štela tudi za prvenstvo Formule 1. Najboljšia rezultata je dosegel na dirki v letih 1955 in 1959, ko je zasedel triindvajseto mesto. Umrl je leta 1996.